# Jan Filip Cobenzl
Jan Filip III. Křtitel Guidobald Antonín Maria hrabě Cobenzl, zkráceně též Philipp Cobenzl (Johann Philipp III. Baptist Guidobald Anton Maria Reichsgraf von Cobenzl) (28. března 1741, Lublaň – 30. srpna 1810, Vídeň) byl rakouský diplomat a státník. Od mládí působil v různých funkcích v diplomacii a ve státní správě habsburské monarchie. V roce 1792 nahradil knížete Václava Antonína Kounice ve funkci státního kancléře, ale musel odstoupit již v následujícím roce. Později byl rakouským velvyslancem ve Francii (1801–1805). Byl nositelem Řádu zlatého rouna (1792), zemřel jako poslední mužský potomek rodu Cobenzlů.

## Životopis

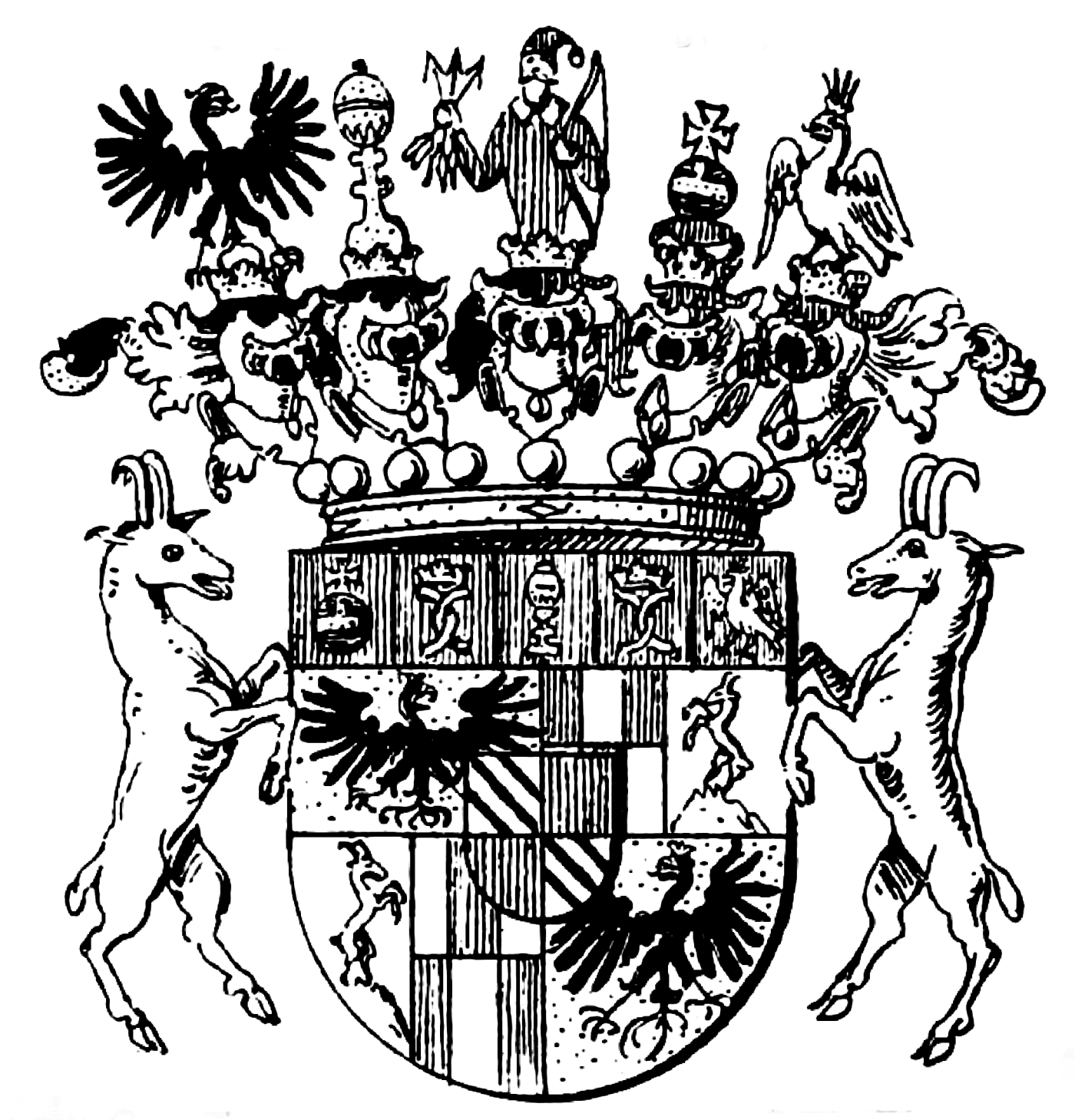
Erb rodu Cobenzlů

Pocházel ze starého šlechtického rodu Cobenzlů původem z Korutanska, narodil se jako starší syn hraběte c.k. komořího a mecenáše umění Guidobalda Cobenzla (1716–1793). Dětství strávil na rodových statcích v Gorici a na hradě Predjama v dnešním Slovinsku. Studoval na Savojské akademii ve Vídni, v dalším studiu pokračoval v Salcburku. V roce 1767 byl jmenován státním radou v Rakouském Nizozemí, kde působil jako zplnomocněný ministr jeho strýc Jan Karel (1712–1770). V Bruselu byl Filip též předsedou finanční rady, po odchodu do Vídně se finanční politikou zabýval v rámci celé monarchie. V roce 1777 doprovázel Josefa II. na návštěvě Francie u císařovy sestry Marie Antoinetty, téhož roku se stal skutečným tajným radou a radou dvorské komory. V roce 1779 byl zmocněncem na jednání v Těšíně, které ukončilo válku o bavorské dědictví. V letech 1779–1792 byl státním vicekancléřem, v této funkci byl ale jen vykonavatelem instrukcí kancléře Kounice. Bez většího úspěchu působil v roce 1789 znovu v Bruselu, kde se snažil diplomaticky vyřešit pokus o povstání proti habsburské nadvládě v Rakouském Nizozemí.

Obraz Napoleonova korunovace (J. L. David, Louvre), Filip Cobenzl vyobrazen ve skupině zahraničních diplomatů vpravo nahoře za Napoleonem

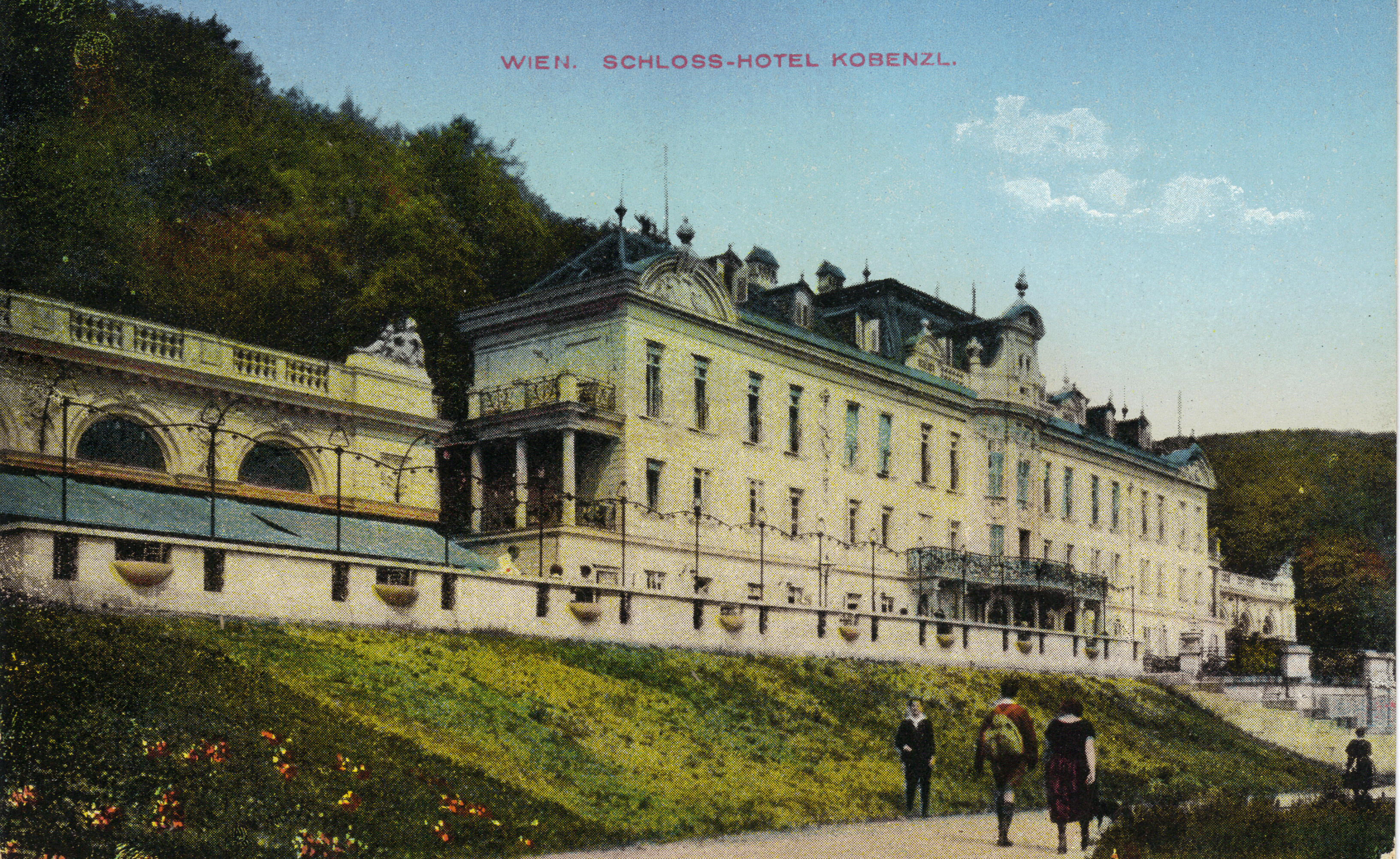
Zámek Cobenzl ve Vídni

V roce 1792 byl jmenován státním a konferenčním ministrem, téhož roku se po Kounicově rezignaci stal státním kancléřem. V tomto úřadu nedokázal zabránit druhému dělení Polska, které proběhlo mezi Ruskem a Pruskem bez rakouského vědomí. V důsledku toho byl odvolán z funkce kancléře a v následujících letech zastával méně důležitý post kancléře rakouských provincií v Itálii. Mezitím se nevzdával staršího plánu vyměnit Rakouské Nizozemí za Bavorsko, který se však v době již francouzských revolučních válek stal bezpředmětným. V letech 1801–1805 byl rakouským velvyslancem ve Francii, ani zde jeho působení nemělo větší význam. V roce 1804 se zúčastnil Napoleonovy korunovace francouzským císařem a jako jedna z vedlejších postav je vyobrazen na slavném Davidově obrazu Napoleonova korunovace. Po vyhlášení války v roce 1805 odešel do soukromí a žil ve Vídni. V závěru své kariéry se uplatnil ještě v roce 1809, kdy po vyhlášení Ilyrských provincií a jejich připojení k Francii informoval císaře Napoleona o poměrech v této oblasti, o nichž měl dobrý přehled, protože zde vlastnil statky. Byl též c.k. tajným radou a komořím, v roce 1792 obdržel Řád zlatého rouna, byl také nositelem velkokříže Řádu sv. Štěpána. Zemřel ve Vídni 30. srpna 1810 jako poslední potomek rodu Cobenzlů.

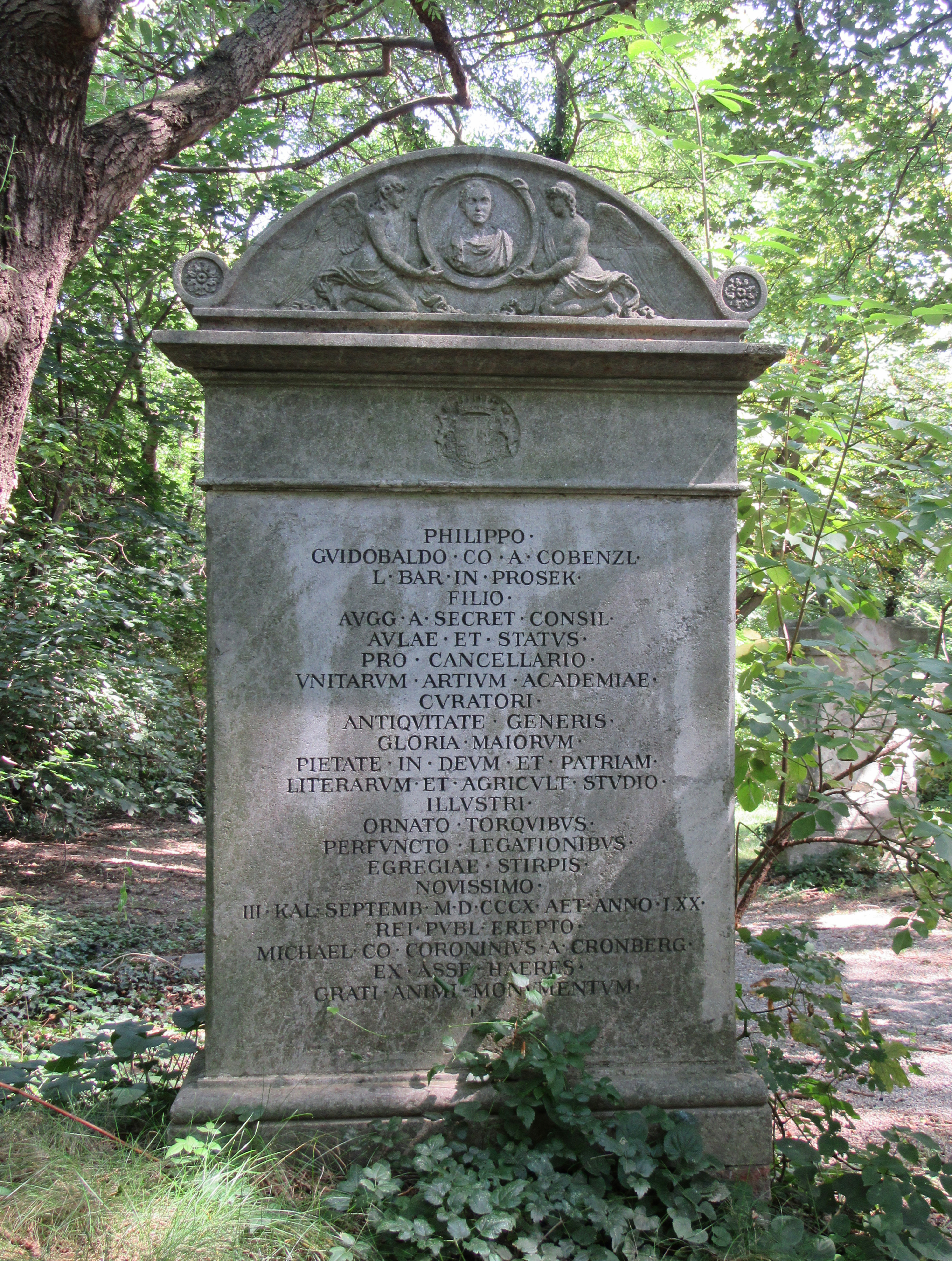
Hrob Jana Filipa Cobenzla na vídeňském hřbitově Sankt Marx

Kromě statků na pomezí Rakouska, Itálie a dnešního Slovinska koupil po zrušení jezuitského řádu pozemky v dnešní vídeňské čtvrti Döbling. Zdejší jezuitskou rezidenci nechal přestavět na zámek, který dnes pod názvem Hotel Cobenzl funguje jako hotel. Filip Cobenzl byl též mecenášem umění, znal se s W. A. Mozartem a podporoval slovinského malíře Františka Kavčiče (Franz Caucig). Mimo jiné byl prezidentem Akademie výtvarných umění ve Vídni.
Jeho bratranec Jan Ludvík Cobenzl (1753–1809) byl dlouholetým velvyslancem v Petrohradě a v letech 1801–1805 rakouským ministrem zahraničí.